# Sportcomplex Zoudenbalch
Sportcomplex Zoudenbalch is een sportcomplex van FC Utrecht waar Jong FC Utrecht, FC Utrecht Academie en FC Utrecht Vrouwen hun trainingen en het overgrote deel van hun thuiswedstrijden afwerken. Het terrein ligt vlak achter Stadion Galgenwaard, de thuisbasis van de Utrechtse voetbalclub. De naam van het sportcomplex is ontleend aan de machtige Utrechtse familie Zoudenbalch.

## Indeling en gebruik
De tribune bij het hoofdveld, ontworpen en gebouwd in 2001 door Zwarts & Jansma Architecten, heeft een capaciteit van 450 toeschouwers. De totale capaciteit bij het hoofdveld bedraagt duizend toeschouwers. Dit hoofdveld is in de meeste gevallen de thuisbasis voor Jong FC Utrecht, uitkomend in de Eerste divisie. Incidenteel wijken de beloften uit naar het Stadion Galgenwaard. In totaal liggen er vijf velden, waarvan één voorzien van kunstgras. FC Utrecht deelt het sportpark met de amateurclubs Domstad Majella, VV Odin en VV Sterrenwijk. Deze clubs spelen echter op 'eigen' en gescheiden velden.

## Verbouwing en uitwijken van eerste elftal
Vanaf juli 2022 verhuisde het eerste elftal van de club naar het FC Utrecht Topsportcentrum in de Utrechtse wijk Overvecht. Door de totale groei van de club werd Sportcomplex Zoudenbalch namelijk te klein. Het eerste elftal wijkt tot medio 2032 uit, waardoor de jeugdelftallen gezamenlijk kunnen blijven trainen en voetballen. Het sportcomplex wordt in de tussenliggende jaren eveneens verbouwd. Vanaf de zomer van 2023 zal ook FC Utrecht Vrouwen het complex weer gaan gebruiken. Ditmaal als trainings- en wedstrijdlocatie.